# Jørgen Marcussen
Jørgen Valdemar Marcussen (nascido em 15 de maio de 1950) é ex-ciclista de estrada dinamarquês, um dos atletas que representou a Dinamarca nos Jogos Olímpicos de 1972, em Munique.
Marido da também ciclista olímpica Karina Skibby.